# تفنگ بی‌بی

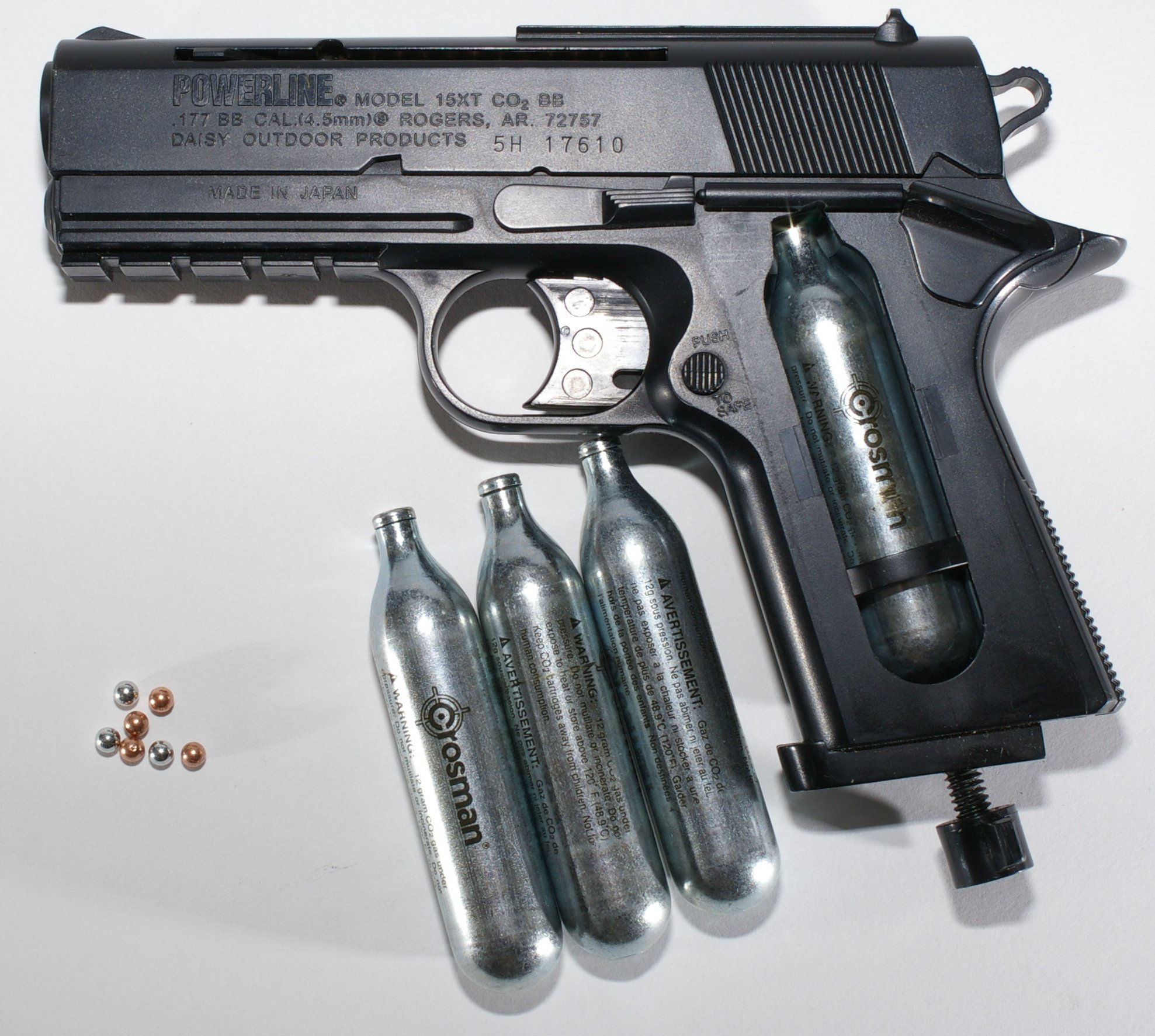
یک تفنگ بی‌بی با گلوله‌های آن

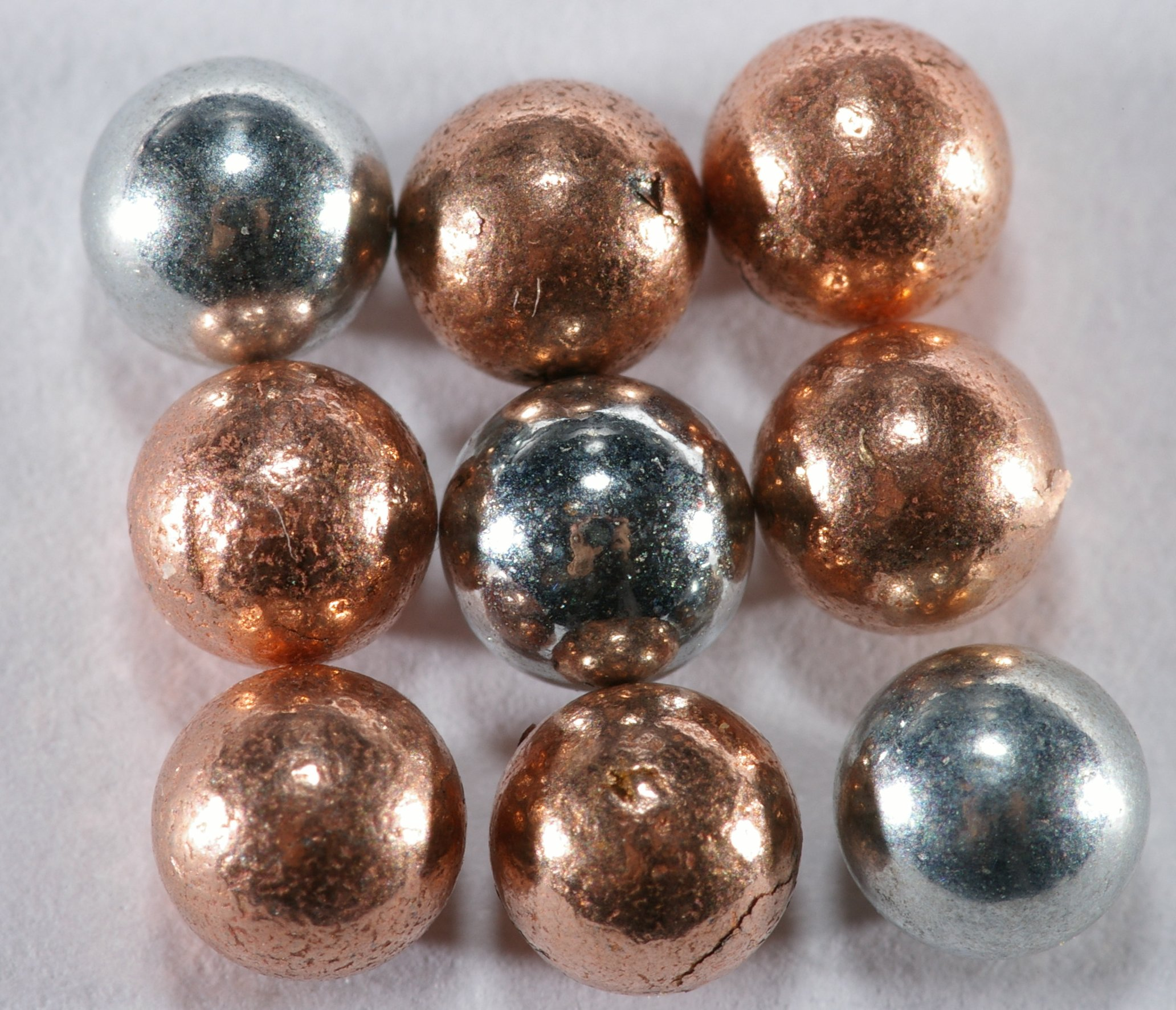
گلوله‌های تفنگ بی‌بی

تفنگ بی‌بی نوعی اسلحه بادی است که گلوله‌های فلزی گرد شلیک می‌کند. این سلاح‌ها که ممکن است به شکل پیستول، ششلول و تفنگ و نیز فلزی یا پلاستیکی باشند، نمونه بدلی سلاح‌های آتشین واقعی هستند.

## گلوله‌های تفنگ بی‌بی
گلوله‌های ایرسافت از جنس فولاد و روکش روی یا مس و معمولاً به قطر ۴.۵ میلی‌متر هستند.